# Авантуре сер Галахада
Авантуре сер Галахада (енгл. Adventures of Sir Galahad) је амерички филм у наставцима из 1949. године, који је режирао Спенсер Гордон Бенет, а у коме главне улоге тумаче Џорџ Ривс, Нелсон Ли, Вилијам Фосет, Хју Просер и Лоис Хол. Заснован је на легенди о краљу Артуру и био један је од ретких филмова у наставцима тог времена који је имао историјску поставку, а да није био вестерн.

## Радња
Младић Галахад, инспирисан својим оцем сер Ланселотом, жарко жели да постане један од витезова Округлог стола. Када победи сер Борса и сер Мордреда на турниру, краљ Артур пристаје да га прогласи за витеза, али само под условом да Галахад чува Екскалибур једну ноћ.
Те ноћи, мач краде мистериозна личност позната само као Црни витез. Поседовање Екскалибура чини његовог носиоца непобедивим и без њега је Артуров суверенитет угрожен. Галахаду је одбијено звање витеза док се мач не пронађе. Галахада, уз помоћ сер Борса, у његовој потрази ометају Улрик, саксонски краљ, који напада Енглеску, и чаробњак Мерлин, који га угрожава на сваком кораку.
Галахад сумња да је Црни витез издајник у Камелоту који тражи престо у савезу са Саксонцима, док му Моргана ле Феј, Артурова полусестра и чаробница, помаже у борби и против Мерлинове магије и против Саксонаца.

## Улоге
| Глумац        | Улога             |
| ------------- | ----------------- |
| Џорџ Ривс     | сер Галахад       |
| Нелсон Ли     | краљ Артур        |
| Вилијам Фосет | Мерлин            |
| Хју Просер    | сер Ланселот      |
| Лоис Хол      | Госпа од Језера   |
| Чарлс Кинг    | сер Борс          |
| Пет Бартон    | Моргана ле Феј    |
| Дон Харви     | Бартог            |
| Џим Дил       | сер Кеј           |
| Марџори Стап  | краљица Гиневра   |
| Џон Мертон    | краљ Улрик        |
| Пол Фрис      | Црни витез (глас) |

## Наслови поглавља
1. Украдени мач
2. Галахадова смелост
3. Улрикови затвореници
4. Напад на Камелот
5. Галахад у спас
6. Пролаз опасности
7. Незнани издајник
8. Опасна авантура
9. Издајничка магија
10. Чаробњакова чаролија
11. Долина без повратка
12. Опасни замак
13. Чаробњакова освета
14. Потрага за краљицом
15. Галахадов тријумф

Извор:

## Продукција
Авантуре сер Галахада засноване су на легенди о краљу Артуру, поставци која је пружила „јединствене” могућности за серијал.
Сем Кацман је рекао да је био подстакнут да их сними након што је 1948. прочитао чланак у којем је писало да је Џ. Артур Ранк желео да сними филм о легенди о Артуру. „Краљ Артур и његови витезови су важни за нашу децу”, изјавио је Кацман. „Знао сам шта ће се десити. Ако би Ранк снимио свој филм, у њему би било превише историје, а недовољно акције и то би све покварило. Зато сам одлучио да направим Авантуре сер Галахада.”
Кацман је одлучио да у филму не приказује Свети грал јер „нису желели религијске компликације” и тврдио је да филм има нешто романтике, али не превише јер „деца не желе превише романсе. Само смо сугерисали да би Галахад касније могао да уради нешто поводом тога.”